# Район Хіґасі (Хіросіма)

34°23′07″ пн. ш. 132°27′19″ сх. д. / 34.38528° пн. ш. 132.45528° сх. д.
Райо́н Хіґа́сі (яп. 東区, ひがしく, МФА: [çigaɕi̥ ku], «Східний район») — район міста Хіросіма префектури Хіросіма в Японії. Станом на 1 жовтня 2007 площа району становила 39,38 км². Станом на 1 червня 2011 населення району становило 120 663 осіб.

## Символи району
Емблема Хіґасі — стилізоване зображення ранкового сонця та знаку японської силабічної абетки ひ (хі), з якого починається назва району і який намальований у вигляді голуба, що летить. Емблема уособлює мир та надію.
Прапор Хіґасі — полотнище білого кольору, сторони якого співвідносяться як 2 до 3. В центрі полотнища розміщена емблема району з червоним сонцем і синім знаком-голубом.

## Загальні відомості

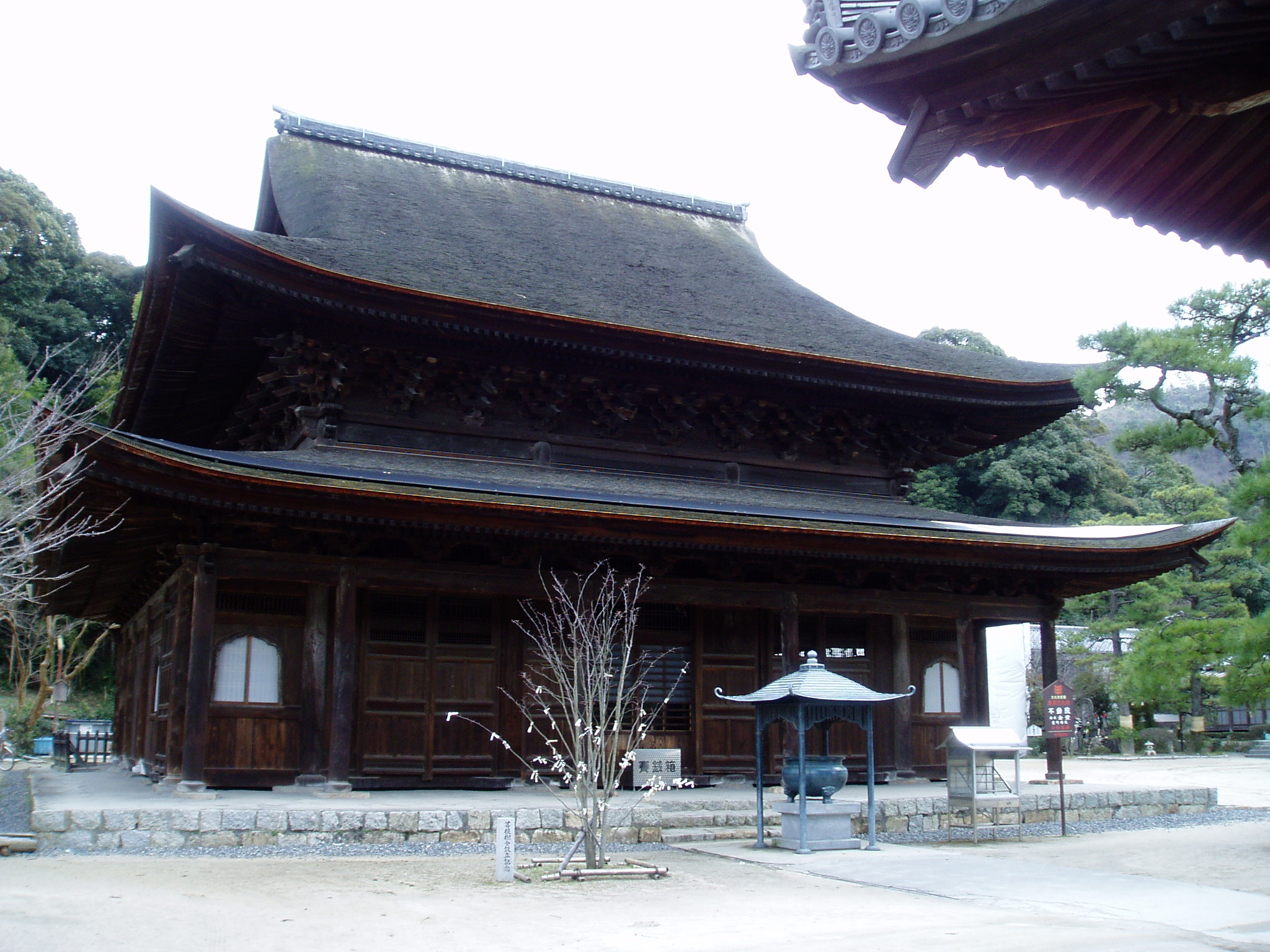
Головний храм монастиря Фудоїн.

Район Хіґасі знаходиться у східній частині дельти річки Ота. На заході він омивається річкою Енко, а на півночі і сході його підпирають гори.
Хіґасі знаходиться на перетині важливих транспортних шляхів. На південному заході район примикає до північного виходу залізничної станції Хіросіма компанії JR, а на півнійному сході ним пролягає частина автостради Санйо, Хіросіма-Схід IC. Околиці станції Хіросіма є переважно комерційною зоною, а решта — житловими масивами і приватними секторами.
Велику частину Хіґасі займають гори Усіта, Футаба, Таканодзьо та інші. Вони покриті зеленими лісами і служать парками відпочику для жителів міста. У найзеленішій північно-східній частині району розташовано Хіросімський міський лісовий парк та Центр з озеленення префектури Хіросіма.
Так як Хіґасі знаходиться у гірській частині міста, на околицях історичного центра Хіросіми, тут віддавна будували буддистські храми та синтоїстські святилища. Завдяки цьому багато пам'яток культури — національний скарб монастир Фудоїн, святилище Тосьо та інші — змогли уникнути руйнування під час атомного бомбардування Хіросіми у 1945 році. Сьогодні ці старожитності продовжують милувати око як мешканців так і гостей міста.